# Hasta la raíz
Hasta la raíz è il sesto album in studio della cantante messicana Natalia Lafourcade, pubblicato nel marzo 2015.

## Tracce
1. Hasta la raíz – 3:42
2. Mi lugar favorito – 4:57
3. Antes de huir – 3:52
4. Ya no te puedo querer – 4:47
5. Para qué sufrir – 3:47
6. Nunca es suficiente – 3:57
7. Palomas blancas – 4:37
8. Te quiero ver – 3:27
9. Vámonos negrito – 4:34
10. Lo que construimos – 4:39
11. Estoy lista – 4:42
12. No más llorar – 5:34

Tracce bonus nell'edizione deluxe
1. Partir de mi – 3:48
2. Duele – 3:35
3. Me voy de casa – 4:04
4. Lo que construimos (Reggae Version) – 5:06
5. Hasta la raíz (Canova's Root Version) – 3:39